# Seigneurie de Reipoltskirchen
1198–1806
La seigneurie de Reipoltskirchen, en allemand : Herrschaft Reipoltskirchen, fut de 1198 à 1806 un État du Saint-Empire.
Elle était incorporée au cercle du Haut-Rhin pendant le XVIe siècle.
Sa capitale était la commune de Reipoltskirchen.

## Sources
1. ↑  « SAINT EMPIRE », sur vial.jean.free.fr (consulté le 15 septembre 2022)